# بويضة شرقية
بويضة شرقية قرية في محافظة حمص في سورية.